# Himmelsbeobachtung
Unter Himmelsbeobachtung wird im Allgemeinen die Beobachtung des Sternhimmels mit freiem Auge, einem Fernglas oder Amateurfernrohr verstanden, während Astrofotografie meist nicht dazugezählt wird. Gleichzeitige Himmelsbeobachtungen mehrerer Personen finden in Astrovereinen oder bei öffentlichen Sternführungen von Volkssternwarten statt.
Verwandte Begriffe sind Beobachtende bzw. Visuelle Astronomie. Vereinzelt steht der Begriff auch für die Beobachtung von Wolken und anderen meteorologischen Erscheinungen.

## Geschichte
Himmelsbeobachtungen sind bereits seit dem Altertum bekannt und dokumentiert, vor allem von Finsternissen, Planeten- und Mondzyklen, Konjunktionen von Gestirnen sowie dem Auftauchen von Kometen und Novae. Astronomische Aufzeichnungen gibt es in vielen Hochkulturen, so bei den Maya, den Assyrern und in Altägypten. Aus der europäischen Antike ist zum Beispiel Aristoteles’ Schrift Meteorologica zu nennen, die im Jahr 350 v. Chr. entstand.

## Freiäugige Beobachtungsobjekte und -Phänomene
Bei entspannten Augen beträgt das typische Winkelauflösungsvermögen des menschlichen Auges etwa eine Winkelminute. Gegenstand der freiäugigen Himmelsbeobachtung sind vor allem
- der Nachthimmel mit seinen bis zu 4.000 sichtbaren Sternen – die sich wegen der Lichtglocken in städtischer Umgebung auf nur einige Hundert reduzieren können
- der Mond und seine wechselnden Phasen
- die hellen fünf Planeten (Merkur, Venus, Mars, Jupiter, Saturn) und ihr Lauf unter den Sternen
- die Sternbilder (etwa 50 an dem in Europa sichtbaren Nordhimmel, weitere etwa 40 nur in südlicheren Breitengraden sichtbare Konstellationen)
- das mattglänzende Band der Milchstraße und einige Dunkelwolken darin
- mehrere helle Sternhaufen wie z. B. die Plejaden und Hyaden
- manchmal helle Kometen und Novae
- oft Sternschnuppen und Meteorströme, besonders bei den Perseiden im August
- künstliche Erdsatelliten und die ISS,  Beobachtung von Iridiumflares usw.

Weiters gibt es zu beobachten:
- Phänomene der Sichtbarkeit von Gestirnen (Auf- und Untergänge von Sonne und hellen Gestirnen und ihre Kulminationen (Höchststände im Süden)) – siehe auch Horizontastronomie
- zirkumpolare (immer sichtbare) Sternbilder, bzw. die scheinbaren nächtlichen Sternbahnen
- Konstellationen zwischen Mond, Planeten und hellen Sternen, insbesondere Konjunktionen
- bisweilen Sonnen- und Mondfinsternisse, helle Sternbedeckungen durch den Mond
- die Möglichkeit von Tagbeobachtungen.

## Beobachtung mit Instrumenten

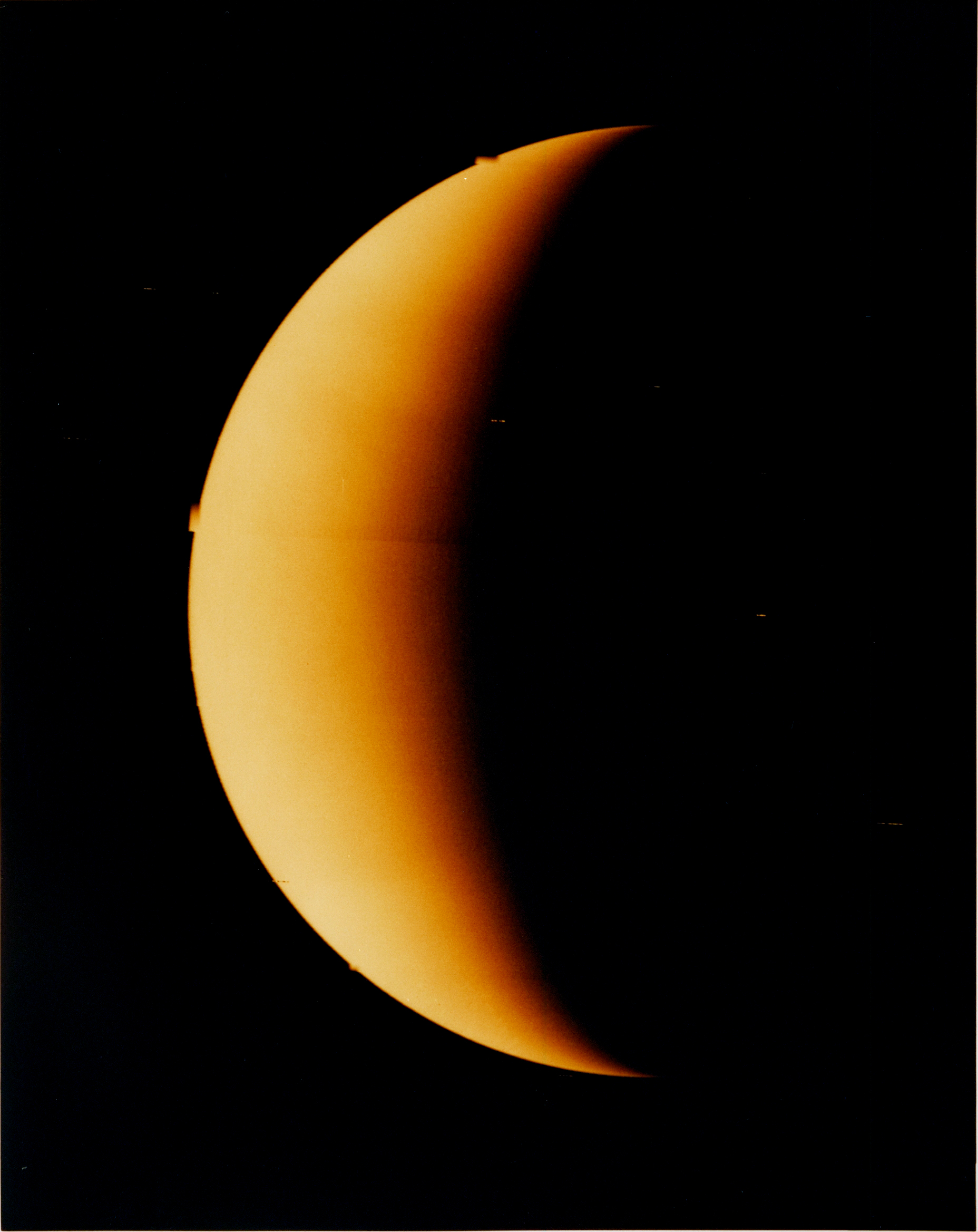
Die Venussichel, aufgenommen von Pioneer-Venus 1

Ohne Stativ sind Vergrößerungen bis etwa 10-fach möglich, sonst gibt es störendes Bildzittern. Die Apertur beginnt bei 40 mm (Feldstecher 7x50, 8x40, maximal 10x50) und ist für einen größeren Detailreichtum erforderlich. Freihändig sind folgende Beobachtungen möglich:
- mehr als 20 Mal so viele Sterne im Vergleich zu einer Beobachtung mit bloßem Auge
- Venussichel, Jupiter-Äquatorstreifen und 4 Jupitermonde, Saturnring, Saturnmond Titan
- Mondmeere (Mare) und große Mondkrater
- die äußeren Planeten Uranus und Neptun,
- hellere Asteroiden, fallweise Kometen
- etwa 20 Offene Sternhaufen und 10 Kugelsternhaufen
- Details der Milchstraße (z. B. Teilung im Schwan und Adler, Sternwolken im Perseus und Schützen, etwa 50 Dunkelwolken)
- einige leuchtende Gasnebel, z. B. Orionnebel (M42), Messier-Objekte wie M8, M20, M27
- einige helle Galaxien wie Andromedanebel (M31), M33, M51 usw.
- Perseiden (August), Geminiden (Dezember)

In der Amateurastronomie werden Spiegelteleskope bis 30 cm Durchmesser eingesetzt, in der Forschung auch darüber hinaus. Viele dem bloßen Auge sonst nur punktförmig erscheinende Beobachtungsobjekte (Sterne) sind nicht mehr nur als Punkt sichtbar, sondern erscheinen als Beugungsscheibchen. Die Beugung des Lichtes und Wetterverhältnisse begrenzen jedoch das Auflösungsvermögen des jeweiligen Instrumentes. Die erreichbare Auflösung liegt ca. 1 bis 2 Bogensekunden am Boden auf dem europäischen Festland, was dem theoretischen Auflösungsvermögen eines 12-cm-Spiegels entspricht.

## Einstieg in die Himmelsbeobachtung
Zunächst sollte sich der angehende Sternfreund mit den Grundbegriffen der Astronomie vertraut machen, wozu freisichtige Beobachtungen den besten Einstieg bilden.

### Erste Schritte
Sie beginnen mit der Grundausrüstung:
- einführendes Buch
- mit Übersichts-Sternkarten
- warme Kleidung (wird oft unterschätzt; auch Sommernächte können auf 5° abkühlen)
- Kompass, Taschenlampe mit Rotlicht (blendet am wenigsten), Notizheft
- ruhiger, dunkler Beobachtungsort
- gute Sitzgelegenheit

### Orientierung am Nachthimmel
1. Lesen von Sternkarten – am besten drehbare Sternkarte
2. Großer Wagen und Kassiopeia als Polfinder zum Polarstern
3. Sternlinien (vom Großen Wagen zum Bärenhüter, zum Löwen usw.)
4. Helle Sternbilder: am Winterhimmel ausgehend vom Wintersechseck um Orion, im Sommer und Frühherbst das Sommerdreieck (Leier, Schwan, Adler), Herbstviereck (Pegasus), Fünfsternreihe
5. Je nach Jahreszeit 3–4 der 12 Tierkreiszeichen entlang der Ekliptik (jährliche Sonnenbahn)

### Astronomie am Tage
1. Beobachten des Sonnenuntergangs – je nach Jahreszeit zwischen Südwesten und Nordwesten
2. Mittagshöhe der Sonne im Süden (Schattenstab +Winkelmesser)
3. Meridian (Südpunkt-Zenit-Nordpunkt), Ost- und Westpunkt
4. Himmelsäquator (verlängerte Äquatorebene der Erde): ein schräger Großkreis (Höhe im Süden 90° – geografische Breite) durch Ost- und Westpunkt
5. Ekliptik (Sonnenbahn, ~auch Mond und Morgen- bzw. Abendstern)